# Casio FX-702P
Der FX-702P ist ein Pocket Computer, hergestellt von Casio von 1981 bis 1984. Allerdings ist auch eine Erwähnung von 1980 in Japan zu finden.

## Anwendung
Der FX-702P kann zunächst als normaler mathematisch-wissenschaftlicher Taschenrechner benutzt werden. Durch programmierbare Funktionen sind im Anwendungsbereich kaum Grenzen gesetzt.

## Anzeige
Der FX-702P verfügt über ein einzeiliges Dot-Matrix-Flüssigkristalldisplay mit 20 Zeichen. Die Mantisse wird mit 10 Stellen angezeigt (einschließlich Minuszeichen), jedoch verwenden interne Berechnungen 12 Stellen.

## Tastatur
Der alphanumerische Teil ist dreifach belegt. 1. Zeichen, 2. BASIC-Befehle (F2) und 3. Mathematische Funktionen (F1).

## Programmierung
Das verwendete Programmiermodell ist ein spezieller BASIC Dialekt. Zehn Programme können gespeichert werden: P0 bis P9. Die Programmzeilen können von 1 bis 9999 nummeriert werden. Unterprogramme werden unterstützt, aber die Übergabe von Parametern an Unterprogramme ist nicht möglich. Der Unterprogramm-Stack kann bis zu 10 Ebenen tief sein. Sowohl GOTO-Zeilen als auch Unterprogramme können indirekt über die Zeilennummernberechnung angesprochen werden. FOR/NEXT-Strukturen können bis zu achtfach verschachtelt werden.
Ein einzelnes ein- oder zweidimensionales Array wird unterstützt, jedoch muss Array-Speicherplatz über den DEFM-Befehl vom 1680 großen Programmspeicherplatz reserviert (subtrahiert) werden, wobei 10 Speicherplätze 8 Programmzeilen entsprechen. Programme können sowohl vor dem Auflisten als auch vor der Ausführung mit einem Passwort geschützt werden.

## Schnittstellen
Sowohl Programme als auch Daten können auf Magnetband gespeichert werden. Daten können programmgesteuert gespeichert werden. Der FX-702P verwendet die FA-2 Schnittstelle, die auch von der Casio FX-602P Serie verwendet wird. Die Schnittstelle ist eine Compact-Cassetten-Schnittstelle nach Kansas City Standard und ein Druckeranschluss für den Thermodrucker FP-10. Der Drucker kann auch direkt an den Taschenrechner angeschlossen werden.

## Nachteile
Bei Batteriewechsel gehen alle Daten und Programme verloren. Der FX-702P muss anschließend neu initialisiert werden.